# Erik Høyer Møller
Erik Høyer Møller, född den 28 april 1818 i Skive, död den 12 mars 1904 i Hillerød, var en dansk präst och författare.
Møller blev teologie kandidat 1842 och var sedan kaplan hos sin far, tills han 1850 blev fältpräst vid armén i Sydslesvig, där han upplevde anfallet på Frederiksstad. År 1857 blev han garnisonspräst i staden Slesvig och 1861 präst på Als, varifrån han avlägsnades 1864. Åren 1866-92 var han kyrkoherde på nordöstra Fyn samt sedan 1881 därjämte prost. Under märket En gammel feltpræst skrev han flera vackra, allvarliga livs- och tidsskildringar: Tre af mine Venner (1878; 5:e upplagan 1900), Ellen, et Livsbillede af en trofast Sjæl (1883) och Overlægen (1890). Senare följde Livs- og Krigserindringer (från 1850-64, 1894) och Den gamle Præstegaard (det vill säga hans barndomshem, 1896, 3:e upplagan 1897). Vidare fortsatte och omarbetade han faderns Haandbog for præster (1-2, 1867-70).

## Fotnoter
1. 1 2  Dansk Biografisk Lexikon, Dansk biografisk Leksikon-ID: Erik_Høyer_Møller, läs online.[källa från Wikidata]